# Мастакен (Борлешть, Нямц)
Мастакен (рум. Mastacăn) — село у повіті Нямц в Румунії. Входить до складу комуни Борлешть.
Село розташоване на відстані 263 км на північ від Бухареста, 17 км на південний схід від П'ятра-Нямца, 93 км на південний захід від Ясс, 142 км на північний схід від Брашова.

## Населення
За даними перепису населення 2002 року у селі проживали 1814 осіб, усі — румуни. Усі жителі села рідною мовою назвали румунську.